# Mamadou Diallo (football, 1994)
Pour les articles homonymes, voir Mamadou Diallo.
Mamadou  Diallo né le 19 septembre 1994 à Dakar au Sénégal, est un footballeur international guinéen qui joue au poste d'attaquant à Anadia FC.

## Biographie

### Carrière en club
Mamadou Lamarana Diallo est né le 19 septembre 1994 à Yeumbeul (Sénégal), de parents guinéens. 
Diallo est un jeune produit de Dakar Sacré-Cœur au Sénégal, avant d'être repéré et recruté par Sochaux. Diallo réalise ses débuts professionnels avec Sochaux lors d'un match nul 1-1 en Ligue 1 contre le SC Bastia, le 23 novembre 2013. 
Après son passage à Sochaux, Diallo effectue un essai, non probant, à Créteil, club de Ligue 2. Il continue alors sa carrière dans les divisions amateurs du football français. En juillet 2017 il effectue un essai, non concluant, au Stade Lavallois.
Le 7 mai 2020, Diallo signe en faveur de Grenoble, club de Ligue 2. En mars 2022 il se fracture le péroné. En fin de contrat en juin 2022, il refuse la proposition de prolongation grenobloise et quitte le club. Il est mis à l'essai par le Stade lavallois en décembre 2022,, avant de signer à l'UD Vilafranquense en janvier.

### Carrière en sélection
Le 31 mai 2014, il est sur le banc de l'équipe nationale du Sénégal lors d'un match amical en Colombie, mais n'entre pas en jeu.
Le 27 décembre 2021, la fédération guinéenne de football annonce que Diallo a décidé de représenter son équipe nationale et qu'il est inclus dans l'équipe élargie de la Guinée pour la Coupe d'Afrique des nations 2021. En janvier 2022, il est retenu par le sélectionneur Kaba Diawara afin de participer à la Coupe d'Afrique des nations 2021 organisée au Cameroun. Il honore sa première sélection le 10 janvier 2022, contre le Malawi, lors de la CAN, où il joue 19 minutes (victoire 1-0).